# Akio Kaminaga
Akio Kaminaga (Japans: 神永 昭夫,Kaminaga Akio) (Sendai, 22 december 1936 – Tokio, 21 maart 1993) was een Japans judoka die twee keer vicewereldkampioen werd. In 1964, op de Olympische Spelen van Tokio, verloor hij in de finale (open categorie) van de Nederlander Anton Geesink.
Na zijn judocarrière werd Kaminaga coach van verschillende judoka's. Bij de Olympische Spelen van 1972 ging hij mee als coach. In 1992, bij de Olympische Spelen van 1992 in Barcelona, was Kaminaga hoofdcoach van het Japanse judoteam.
Kaminaga overleed in 1993 aan de gevolgen van darmkanker.
- International Standard Name Identifier: 0000 0003 7610 9822
- Bibliotheek van het Japanse parlement: 00624421
- Virtual International Authority File: 252682552